# Nazionale maschile di pallacanestro degli Stati Federati di Micronesia
La nazionale di pallacanestro degli Stati Federati di Micronesia è la rappresentativa cestistica degli Stati Federati di Micronesia ed è posta sotto l'egida della Federazione cestistica degli Stati Federati di Micronesia.